# Blåhaj
Blåhaj (zapis stylizowany: BLÅHAJ, wym. [ˈbloːhaj]]) – pluszowa zabawka produkowana i sprzedawana przez szwedzką firmę IKEA. Zbudowana na wzór rekina i produkowana z poliestru z recyklingu, zabawka zyskała popularność jako mem, w szczególności w społeczności osób transpłciowych, także jest używana jako maskotka przez IKEA w niektórych regionach świata (m.in. w Japonii i w Niemczech).

## Właściwości fizyczne
Blåhaj jest 1-metrowym pluszakiem przypominającym rekina, nadziewanym poliestrem z recyklingu. Może być prany w pralce w temperaturze 40°C.
Dostępna jest także mniejsza, 55-centymetrowa wersja Blåhaja.

## Produkcja i dystrybucja
Blåhaj dostępny jest w ofercie IKEA od co najmniej 2010 roku; poprzednio maskotka nosiła nazwę „klappar haj” (zapis stylizowany: KLAPPAR HAJ) i była koloru szarego, a nie niebieskiego. W 2012 roku IKEA zmieniła kolor zabawki z szarego na niebieski. Początkowo Blåhaj miał sześć łusek, późniejsze wersje maskotki miały pięć łusek.
We wrześniu 2021 roku konta na Twitter reprezentujące IKEA w Irlandii i w Singapurze, w odpowiedzi na zapytania klientów o zabawkę, stwierdziły, iż jej produkcja dobiegnie końca w kwietniu 2022 roku. Źródła później potwierdziły, że zabawka już nie była dostępna bądź została wycofana w sklepach w Chinach, na Tajwanie i w Singapurze. Jednak konto IKEA w Stanach Zjednoczonych na Twitterze poinformowało, iż zabawka pozostanie w sprzedaży na terenie USA. Później zespół IKEA Media Relatioins zapewnił, że zabawka nie zostanie zakończona w produkcji, ale oferty w sklepach internetowych i wewnętrznych odzwierciedlały jedynie problem z łańcuchem dostaw.

## Maskotka w kulturze

Flaga osób transpłciowych, która ma identyczne kolory co Blåhaj

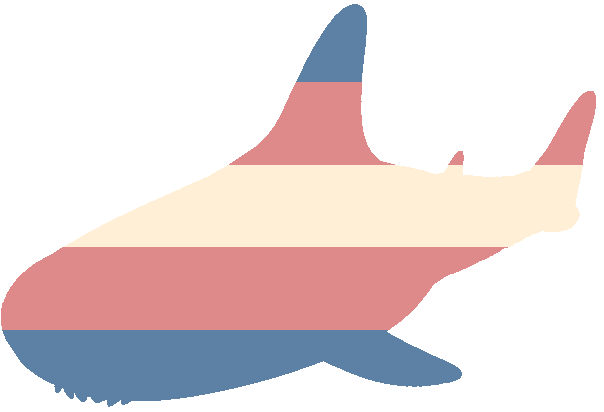
Symbol Blåhaja w kolorach flagi osób transpłciowych

W 2018 Blåhaj został memem internetowym, polegającym na tym, że internauci zaczęli wstawiać na swoje media społecznościowe zdjęcia ukazujące rekina robiącego różne zajęcia w domu. Po jakimś czasie pluszak zaczął być kojarzony z środowiskiem LGBT⁣, a zwłaszcza środowiskiem osób transpłciowych. IKEA prawdopodobnie zdawała sobie sprawę o fenomenie maskotki (jednocześnie nie odnosząc się do niego bezpośrednio); podczas referendum w Szwajcarii w 2021 roku (ws. legalizacji małżeństw jednopłciowych) przedsiębiorstwo wypuściło serię reklam z maskotką, zachęcając do głosowania na „Tak”.